# Микаела Фишер
Микаела Фишер ; Минхен, Немачка  је редитељка, сценаристкиња, глумица, продуценткиња, модел и мајстор кројач.

Добила је признање као глумица због свог портрета Зака, немилосрдног убице у филму Не ле дис а персонне  Не реци ником (Ne le dis à personne) Гијом Кане.
Почела је да режира 2013. године биографским кратким филмом „Валиант Хандс у хаосу времена“ (Die Tapferen Haende im Chaos der Zeit), за који је глумила и као продуцент и костимограф. 